# Aメロ
Aメロ（エーメロ、エイメロ）とは、楽曲の出だしから曲調の変わる直前までの部分を指す日本独自の音楽用語。その楽曲に2番がある場合、1番のサビの次に再び現れる。Aメロは洋楽におけるverseの概念に近い。「メロ」は「メロディ」の略。

## 基本構成
1. イントロ
2. Aメロ
3. Aダッシュメロ（曲調は替わらず、同じメロディーで別の歌詞）
4. Bメロ
5. 1サビ
6. 間奏
7. Aメロ
8. Aダッシュメロ
9. Bメロ
10. 2サビ
11. 間奏
12. Cメロ（大サビと呼ばれることもある）
13. 落ちサビ（サビと同じメロディーで、ドラムやベースを落としたパート）
14. ラストサビ
15. アウトロ

※各構成要素は省略されたり、順番が異なる場合もある。